# CCTV-14
CCTV-14 is een televisiezender van de Chinese publieke omroep China Central Television. De zender is gericht op kinderen. Er worden behalve Chinese, ook Amerikaanse en Japanse tekenfilms uitgezonden. Op de zender is SpongeBob SquarePants in het Standaardmandarijn te bekijken.
De zender begon op 28 december 2003 met uitzenden. Dagelijks begint de uitzending om zes uur 's ochtends en eindigt het om twaalf uur 's avonds. Voor de oprichting van dit speciale kinderkanaal werden de kinderprogramma's uitgezonden op CCTV-7.

## Televisieprogramma's
- kinderjournaal
- tekenfilms
- educatieprogramma's